# Jan Skácel
Jan Skácel (7. února 1922 Vnorovy – 7. listopadu 1989 Brno) byl český básník moravské národnosti, prozaik a autor poezie pro děti. Za války byl totálně nasazen, po vystudování filozofie pracoval v médiích, po roce 1969 však nesměl publikovat a přešel k samizdatu a exilové literatuře. Od roku 1981 opět omezeně publikoval, sametové revoluce se však nedožil. V jeho díle se promítal silný vztah k Moravě a témata dotýkající se morálky. Oceňován byl na sklonku života v zahraničí a po smrti také doma.

## Život
Jan Skácel studoval nejprve gymnázium v Břeclavi, odkud přešel do Brna, kde roku 1941 odmaturoval. Po maturitě pracoval jako uvaděč v kině, ale ještě téhož roku byl vydán výnos o totálním nasazení jeho ročníku, v jehož důsledku musel odejít pracovat na říšské stavby v Rakousku.
Po druhé světové válce studoval do roku 1948 češtinu a ruštinu na Filozofické a Pedagogické fakultě Masarykovy univerzity, studia však nedokončil. Od roku 1948 pracoval jako kulturní referent deníku Rovnost, odkud v roce 1954 přešel do literární redakce brněnského rozhlasu. Tam zůstal až do roku 1963, kdy se stal šéfredaktorem kulturní revue Host do domu a ROK (Revue otevřené kultury).
V roce 1969 byl Host do domu zakázán a Skácel jako jeho šéfredaktor nesměl publikovat. V této době publikoval v samizdatu a v exilové literatuře.
Od roku 1981 směla Skácelova díla znovu vycházet, ale pouze v brněnském vydavatelství Blok. Vyšly jeho sbírky Dávné proso, Naděje s bukovými křídly, Odlévání do ztraceného vosku a Kdo pije potmě víno. V 80. letech mimo jiné spolupracoval i s divadlem. V roce 1989 zemřel na rozedmu plic a posmrtně vyšla jeho sbírka A znovu láska a kniha kurzívek Třináctý černý kůň.
Byl prasynovcem spisovatele a básníka Františka Heritese, jeho manželka Božena byla dříve provdána za Oldřicha Mikuláška.

## Dílo
Pro jeho tvorbu je příznačný silný vztah k Moravě. Jeho témata se často dotýkají morálky a problémů s ní spojených.
- spíše jednoduché, krátké obraty, někdy jen čtyřverší
- poezie inspirována moravským folklórem, nelze vyloučit i vliv tradiční čínské poetiky
- častá témata: venkovské prostředí, sepětí člověka s přírodou, oproštění od moderního světa, chaosu
- básník ticha a pokory, připomíná tvorbu Halase a Reynka
- básně obsahují i tajemství, která by podle Skácela měla být součástí básně

### Básnické sbírky
- Kolik příležitostí má růže – 1957, zabývá se tématy reality
- Co zbylo z anděla – 1960, lyrické básně
- Hodina mezi psem a vlkem – 1962
- Smuténka – 1965
- Metličky – 1968
- Chyba broskví – 1975, stokrát čtyři verše
- Dávné proso – 1981
- Naděje s bukovými křídly – 1983, dvě knihy veršů: Chyba broskví a Oříšky pro černého papouška
- Odlévání do ztraceného vosku – 1984
- Kdo pije potmě víno – 1988, poslední autorovo dílo
- A znovu láska – 1991, posmrtně

### Výbory z díla
- Vítr jménem Jaromír: 3 knihy veršů – 1966, souborné vydání tří prvních autorových sbírek; kresby Jiří Trnka
- Noc s Věstonickou Venuší – 1990, výbor milostných veršů
- Stracholam – 1993, výbor poezie
- Básně I – 1996, souborné vydání prvních pěti autorových sbírek
- Básně II – 1997, souborné vydání posledních pěti autorových sbírek
- Květy z nahořklého dřeva – 2000, výbor poezie
- Kdo učil mlčet kámen – 2001, výbor poezie
- Oříšky pro černého papouška – 2005, bibliofilní vydání, vydáno při příležitosti životního jubilea Boženy Skácelové
- Překrásná je nepotřeba nářku – 2006, výbor poezie
- Zlé laně odcházejí k ránu – 2007, výbor poezie
- Doteky – 2007 , výbor poezie

### Próza
- Jedenáctý bílý kůň – 1964
- Třináctý černý kůň – 1993, posmrtně

### Pro děti
- Jak šel brousek na vandr – 1961
- Pohádka o velkém samovaru – 1961
- Uspávanky – 1983, cyklus rozměrnějších lyrických skladeb s epickými prvky, koncipovaný jako vyprávěnky dětem před spaním, ilustrace Ota Janeček
- Kam odešly laně – 1985, na motivy pastelů Josefa Čapka - obrázky hrajících si dětí
- Proč ten ptáček z větve nespadne – 1988, na motivy pastelů Josefa Čapka - obrázky zvířat
- O pejsku Ťapovi, výru Výrovi, slavíčku Slavíkovi a kočičce, která se moc styděla – 1998, z autorovy pozůstalosti k vydání připravil J. Opelík
- Pohádky z Valašského království – 2006 (2. vyd.), převyprávěné pohádky, které sesbíral B. M. Kulda, původně vyšly pod jménem B. Stárkové

### Ukázky z díla

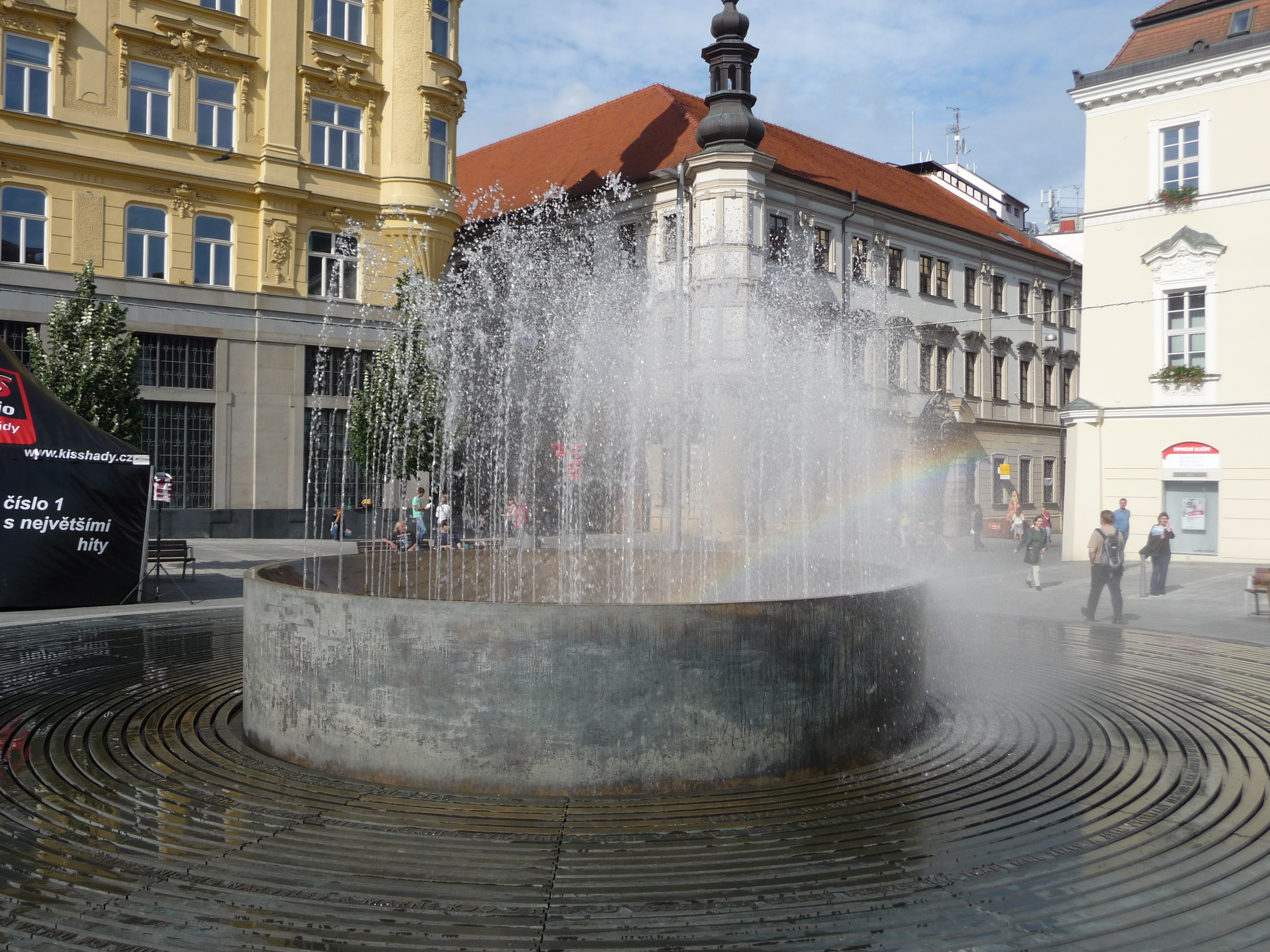
Kašna na náměstí Svobody v Brně nese na kruhových roštech verše z díla Jana Skácela

Chyba broskví (45. čtyřverší ze sbírky):
stíny se dlouží vítr v polích stárne
je příliš ticho začíná se hra
na slepou bábu v sladkost upadáme
a chyba broskví by nás zabila
Stopadesátý sonet o jaru:
Jaro je tak křehké
až se světlo láme pomalu
slimáčími růžky

## Ocenění
Jeho dílo bylo oceňované především v zahraničí, roku 1989 obdržel Petrarkovu cenu a cenu Vilenica 89. V roce 1992 byl in memoriam oceněn Zlatou plaketou za zásluhy o rozvoj Jihomoravského kraje a roku 2002 se stal čestným občanem Brna.

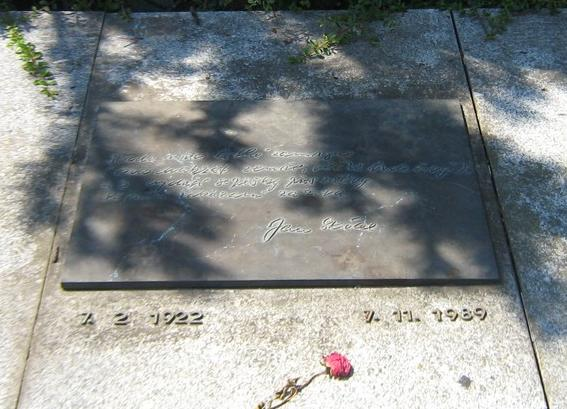
Hrob Jana Skácela, Brno

## Odkaz

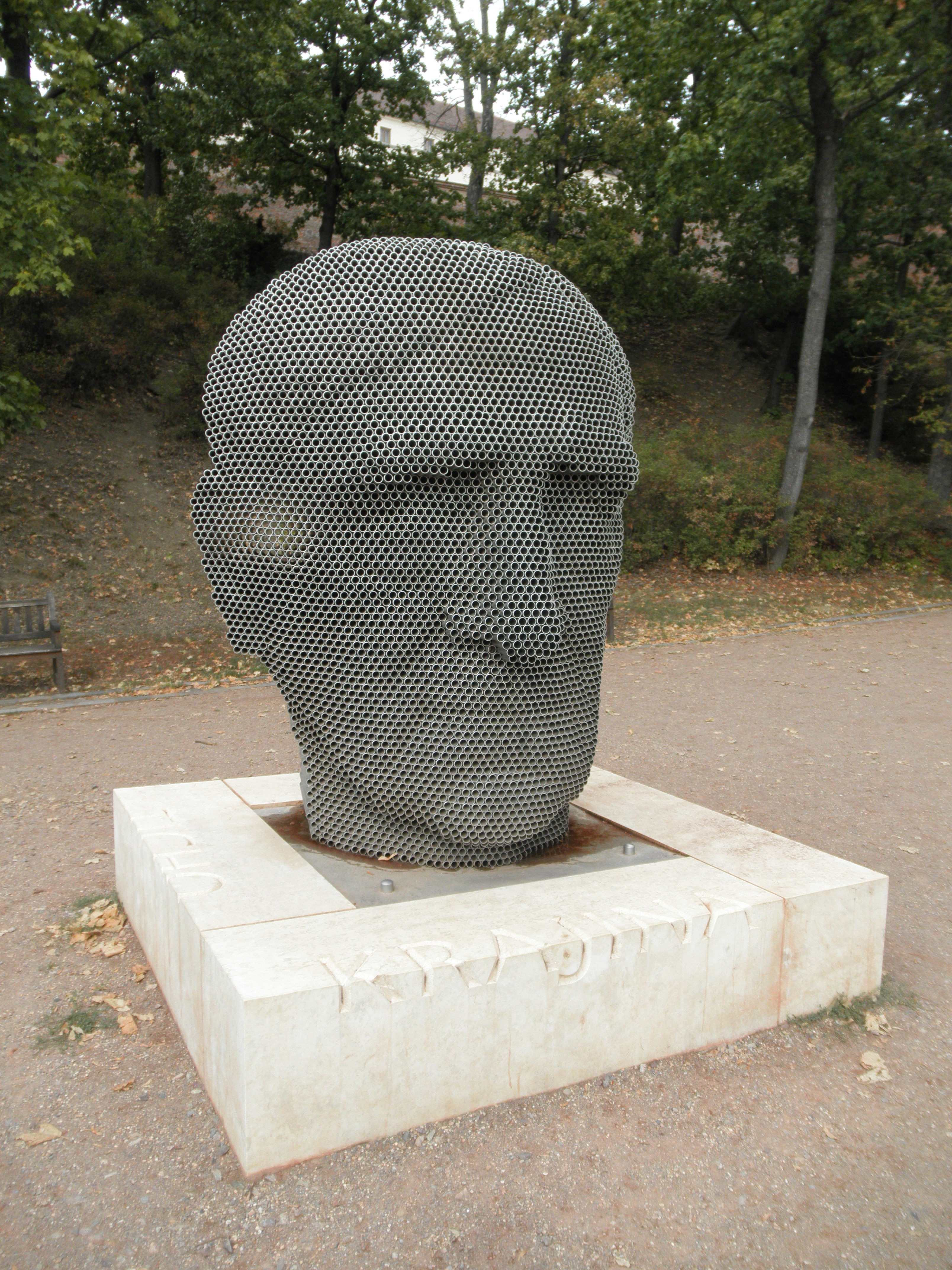
Sochu Jana Skácela vytvořil Jiří Sobotka z trubek v roce 2016 v rámci projektu Sochy pro Brno.

Na slova některých jeho básní složil Jiří Pavlica z Hradišťanu písně do alba O slunovratu, mj. známou píseň Modlitba za vodu, dále pak další dva texty Účtování na vesmírných kontech a Šťovíky u cest zhudebnil pro album Vteřiny křehké (2014), od počátku roku 2020 Hradišťan na koncertech zařazuje zhudebněnou podobu Skácelovy básně Pohřeb konfidenta.
Jan Skácel svými texty inspiroval řadu dalších skladatelů. A. Tučapský - Co zbylo z anděla, Z. Pololáník - Písně: na verše Jana Skácela, L. Peduzzi - Smuténka: cyklus ženských sborů na slova Jana Skácela, M. Holáňová: Naděje s bukovými křídly.
V roce 2006 byla v rámci rekonstrukce na brněnském náměstí Svobody osazena bronzová kašna s verši Jana Skácela.
Koncem října 2016 mu byla ve svahu pod Špilberkem odhalena socha z dílny akademického sochaře Jiřího Sobotky – obří básníkova tvář složená z velkého množství nerezových trubek, jimiž lze symbolicky vyhlížet na město Brno Skácelovýma očima.